# ماروآ (ایلینوی)
ماروآ، ایلینوی (به انگلیسی: Maroa, Illinois) یک شهر در ایالات متحده آمریکا است که در ایلی‌نوی واقع شده‌است.